# Napoleon (Missouri)
Napoleon – miasto w Stanach Zjednoczonych, w stanie Missouri, w hrabstwie Lafayette.